# Rosa porrectidens
Rosa porrectidens là loài thực vật có hoa trong họ Hoa hồng. Loài này được Chrshan. & Laseb. miêu tả khoa học đầu tiên.